# إليزابث يريشاو باومان
آنا ماريا إليزابث ليسينسكا يريشاو باومان (21 نوفمبر 1819 – 11 يوليو 1881)، هي رسامة بولندية-دنماركية. كانت متزوجة من النحات ينس أدولف يريشاو.

## سنواتها المبكرة وحياتها المهنية
وُلدت إليزابث يريشاو باومان في زوليبورز (بالفرنسية: جولي بور) إحدى ضواحي وارسو. والدها فيليب أدولف باومان (1776–1863)، رسام خرائط، ووالدتها، يوهان فريدريك راير (1790–1854)، كانت ألمانية.
في التاسعة عشر من عمرها، بدأت دراساتها في أكاديمية فنون دوسلدورف والتي كانت في ذلك الوقت واحداً من أهم مراكز الفن في أوروبا وكان موضوعها الفني المبكر مستخلص من الحياة السلوفاكية. كانت مرتبطة مع مدرسة دوسلدورف للرسم. بدأت عرض أعمالها هناك عام 1844 وجذبت انتباه العامة من المرة الأولى. بعد انتقالها إلى روما، كانت لوحاتها تدور بشكل رئيسي عن الحياة المحلية. عندما لم تكن مسافرة، كانت باومان تقضي الكثير من الوقت في الاستديو الخاص بها بروما. كانت معجبة بشكل خاص بالرسامين الإيطاليين. حققت باومان نجاحاً عظيماً في الخارج، ومع ذلك، كان لها بعد خاص في فرنسا حيث تم تمثيلها مرتين في المعرض العالمي في باريس، أولاً عام 1867 ومرة أخرى عام 1878. وفي 1852 عرضت بعض لوحاتها في لندن، وطلبت الملكة فيكتوريا عرضاً خاصاً في قصر بكنغهام. ومن بين البورتريهات التي عرضت للملكة كانت اللوحة التي رسمتها لهانس كريستيان أندرسن، والتي اكتملت عام 1850.

## حريم الدولة العثمانية

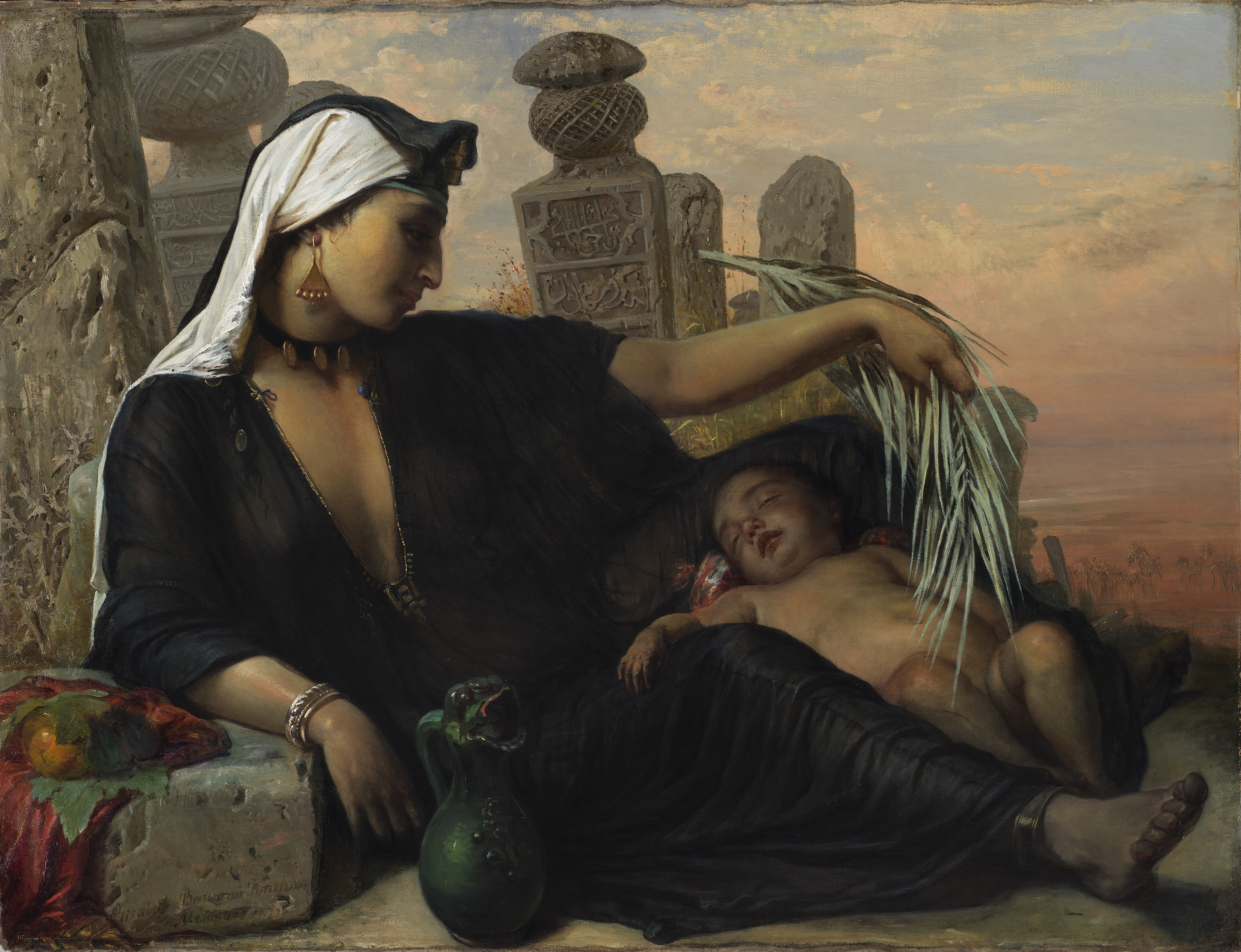
فلاحة مصرية وطفلها، 1878

من عام 1869 حتى 1870 سافرت باومان بشكل مكثف إلى منطقة شرق المتوسط والشرق الأوسط، ومرة أخرى في 1874–1875 برفقة ابنها هارالد. تمكنت من دخول حرملك الدولة العثمانية ونتيجة لذلك تمكنت من رسم مشاهد لحياة الحرملك من وجهة نظرها، على عكس معظم فنانين ذلك الوقت، الذين كانت أعمالهم حول هذا الموضوع الشعبي قادمة بالكامل من التخيل أو الفنانين الآخرين الذين كانت أعمالهم أنفسها من وحي خيال. ومع ذلك، يشير روبرتس إلى أنه كان عليها أن تحدّ من رغبتها في رسم نساء الحريم كما كان الأوروبيون يحبون تخيلهم لأنهم كانوا يصرون على أن يرسموا في أحدث صيحات الموضة في باريس.
عام 1869، قامت بالدخول إلى حرملك مصطفى فاضل باشا. وتمكنت مرة أخرى من الدخول لكونها راعية للفن في الدنمارك ولأنها جاءت برسالة تقديم من الأميرة ألكسندرا من الدنمارك ثم مع أميرة ويلز. كانت الأميرة بصحبة زوجها إدوارد السابع مستقبلاً) في جولة كبيرة شملت الدولة العثمانية، في وقت سابق من ذلك العام، وبالتالي كان لها تأثير كبير. لكن الحقيقة هي أن مصطفى كان ليبرالياً يفضل الحكومة الدستورية على الطراز الغربي وكان مدافعاً قوياً عن التحديث ولعب دوراً هاماً في منحها إذن لدخول البلاد. أُعجبت بابنة مصطفى باشا الأميرة نازلي وكتبت لزوجها وأنجالها في الوطن، «أمس، وقعت في حب أميرة تركية جميلة».
كانت أعمالها في تلك الفترة مزخرفة، وفي بعض الأحيان عاطفية، لكنها كانت تعكس إحساساً جيداً بالألوان والإضاءة. كانت الحسية في بعض هذه اللوحات لا تزال تعتبر من المحرمات في بعض أجزاء أوروبا، وقد حاول عالم الفن الدنماركي إبقاء هذه الأعمال بعيدة عن الأنظار. حتى وقت قريب، كانت لوحاتها محفوظة في مخازن المتحف في الدنمارك. ربما ساعدتها النوعية المثيرة في العديد من تماثيل زوجها على تجاهل هذه المقاطعة على الرغم من المخاطر الاجتماعية الواضحة التي تواجه المرأة في ذلك الوقت.

## حياتها الشخصية

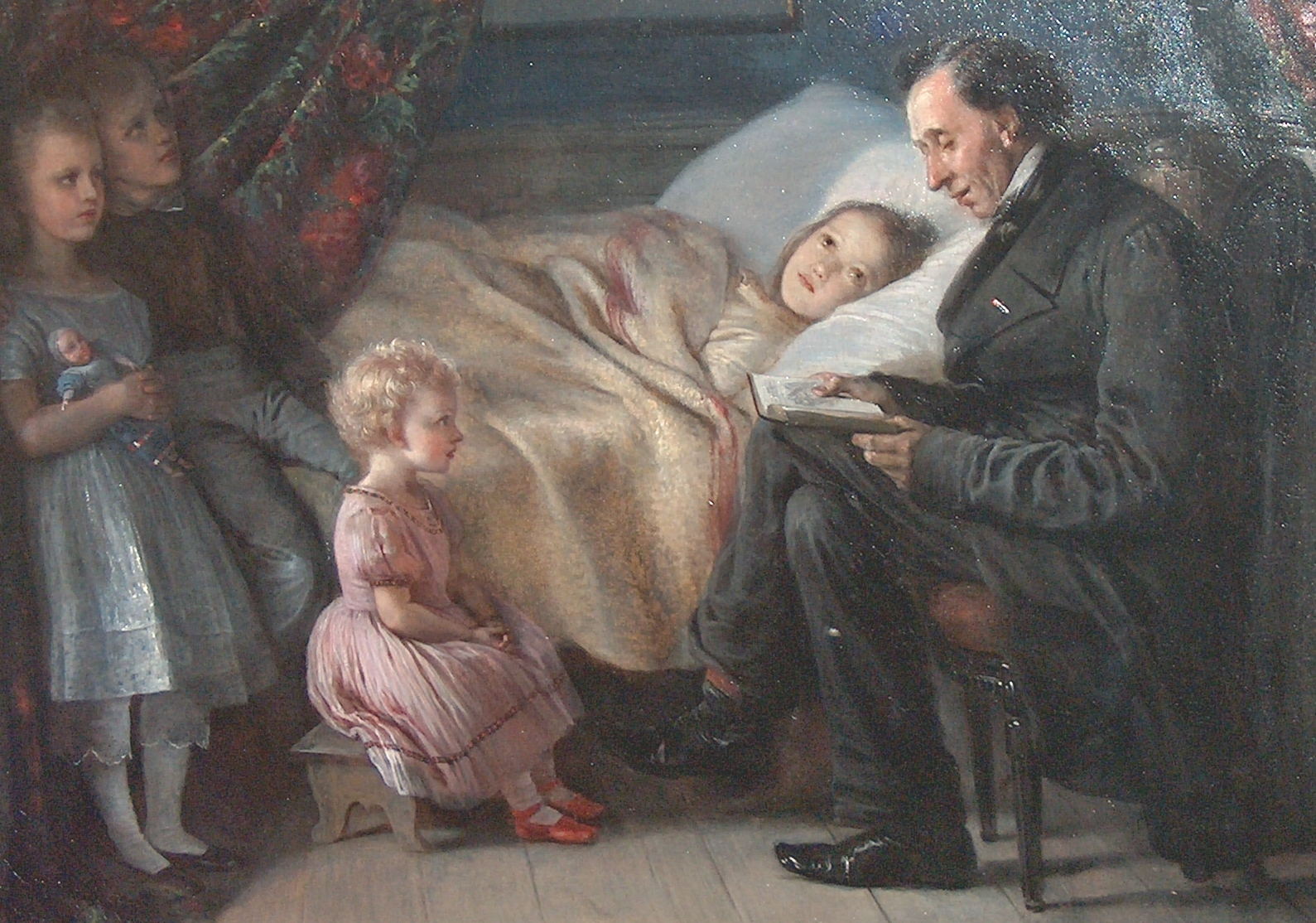
لوحة بريشة هانس كريستيان أندرسن يقرأ لبعض من أطفال الرسامة 1862.

التقت باومان بزوجها ينس أدولف يريشاو، أستاذ الفن، في روما. تزوجا عام 1846 وأنجبا تسعة أطفال، توفي اثنين منهما صغاراً. البقية، أصبح الكثير منهم رسامين، منهم هارالد يريشاو (1851–1878)، الذي توفي متأثراً بالملاريا والتيفود في روما، وهولغر هفيتفلد يريشاو (1861–1900) الذي كان يرسم بشكل رئيسي المناظر الطبيعية الانطباعية. حازت أعماله إعجاب العائلة الملكية الروسية التي ساعدته رعايتها له في تمويل رحلاته الخارجية. أطلق عليه نقاد ذلك الوقت «فنان البصيرة والفنان ذو الموهبة الحقيقية» وقام بالكثير من المعارض الناجحة لكنه على عكس أخيه الأكبر توفي شاباً في الحادية والأربعين من عمره. في عام 1991 بيعت إحدى لوحاته بأكثر من اثنى عشر ألف دولاراً. لديها أحفاد آخرين فنانين، ومنهم حفيدها ج.أ. يريشاو (1891–1916) والذي كان واحداً من أكثر رسامي الحداثة موهبةً.

### الأنجال

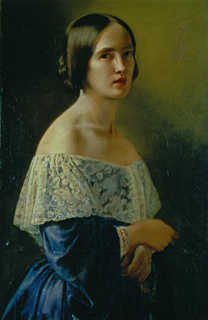
بورتريه شخصي، ح. 1850

- تورالد هارالد أدولف كارول لورنتس (1848)
- ماري (1850)
- هارالد (1851)
- كارولين إليزابث ناني (1853)
- لويزه (1859)
- صوفي داغمار إليزابث (1859)
- هولغر هفيتفيلد (1861)[8]